# Iu de Kermartin
Yves Hélory de Kermartin o, en bretó, Erwan Helory, més conegut com a Sant Iu o Sant Ivó (mas de Kermartin, Minihy-Tréguier, 17 d'octubre de 1253 - Louannec, 19 de maig de 1303) fou un religiós bretó, sant patró dels advocats i dels nens abandonats. També és el sant patró de la Bretanya. La seva festa se celebra el 19 de maig.

## Vida
Era fill d'Helori, senyor de Kermartin, i d'Azo de Kenquis. En 1267 Iu fou enviat a la Universitat de París, on es va graduar en dret. De París va passar a Orleans en 1277 per a estudiar Dret canònic. A la seva tornada a la Bretanya i havent rebut els ordes menors va ser designat "oficial", títol donat a un jutge eclesiàstic, de l'arxideganat de Rennes (1280); mentrestant va estudiar les Sagrades Escriptures, i hi ha fortes raons per a creure que algun temps després es va unir a la Tercer Orde de Sant Francesc a Guingamp. Va ser convidat pel bisbe de Tréguier per a passar a ser el seu oficial, i acceptà l'oferiment en 1284.
Va mostrar gran zel i rectitud en l'acompliment dels seus deures i no va desistir en la resistència a la injusta fiscalitat del rei, que considerava una violació dels drets de l'Església. Per la seva caritat, es va guanyar aviat el títol d'advocat dels pobres. Fou designat a la parròquia de Tredrez en l'any 1285 i vuit anys més tard a Louannec, on va morir de mort natural, després d'una vida de treball dur i dejuni constant.

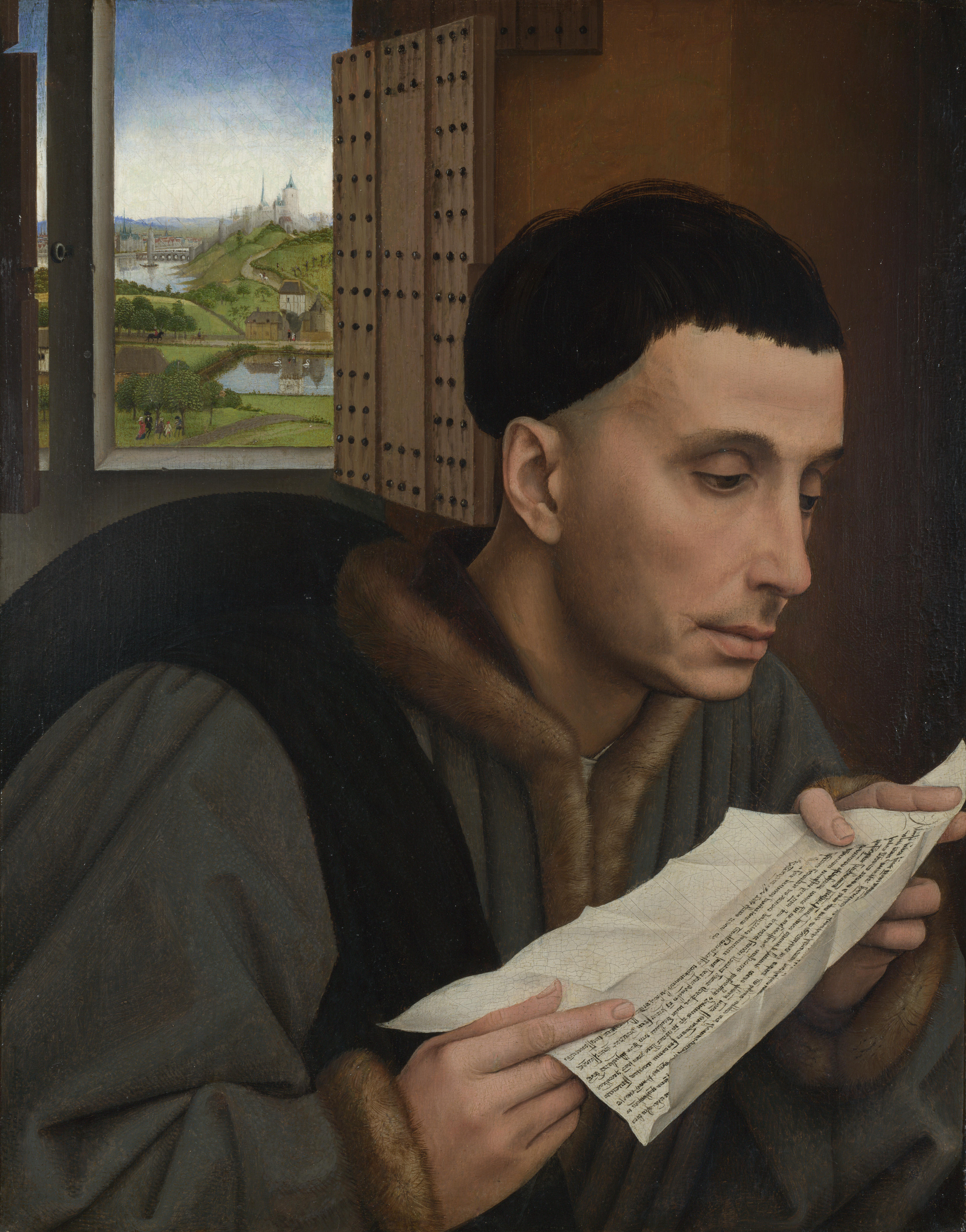
Pintura de Roger van der Weyden (Londres, National Gallery)
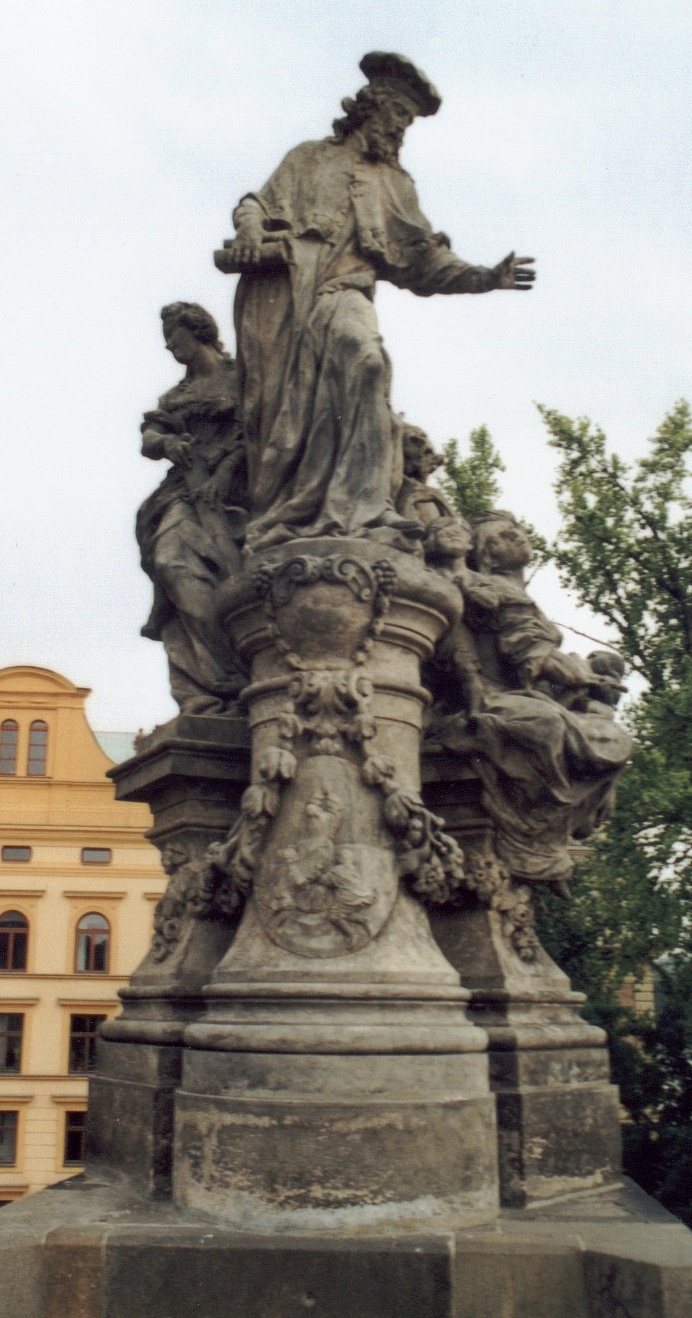
Estàtua al Pont de Carles (Praga), per M. B. Braun, 1711

## Veneració
Va ser enterrat a Tréguier, i fou canonitzat el juny de 1347 per Climent VI. La seva festa se celebra el 19 de maig. És un dels considerats patrons dels advocats arreu d'Europa i Amèrica (a Catalunya i la resta d'Espanya, el patró dels advocats és Sant Ramon de Penyafort i Sant Iu és patró dels notaris i procuradors). A la seva tomba va ser inscrit en llatí: 
SANCTVS IVO ERAT BRITO / ADVOCATUS ET NON LATRO / RES MIRANDA POPULO.
La seva traducció aproximada és: "Sant Iu era bretó/ Advocat i no lladre / cosa admirable per al poble." L'Església de Sant'Ivo alla Sapienza a Roma li està dedicada, com la Porta de Sant Iu de la Catedral de Barcelona. Poèticament se'l coneix com "l'advocat dels pobres".

### Iconografia
Se'l sol representar amb una bossa en la seva mà dreta (representant els diners que va repartir entre els pobres en vida) i un rotllo de paper en l'altra pel seu càrrec de jutge. Una altra representació força comuna és la que el mostra entre un home ric i un pobre.
Obresː

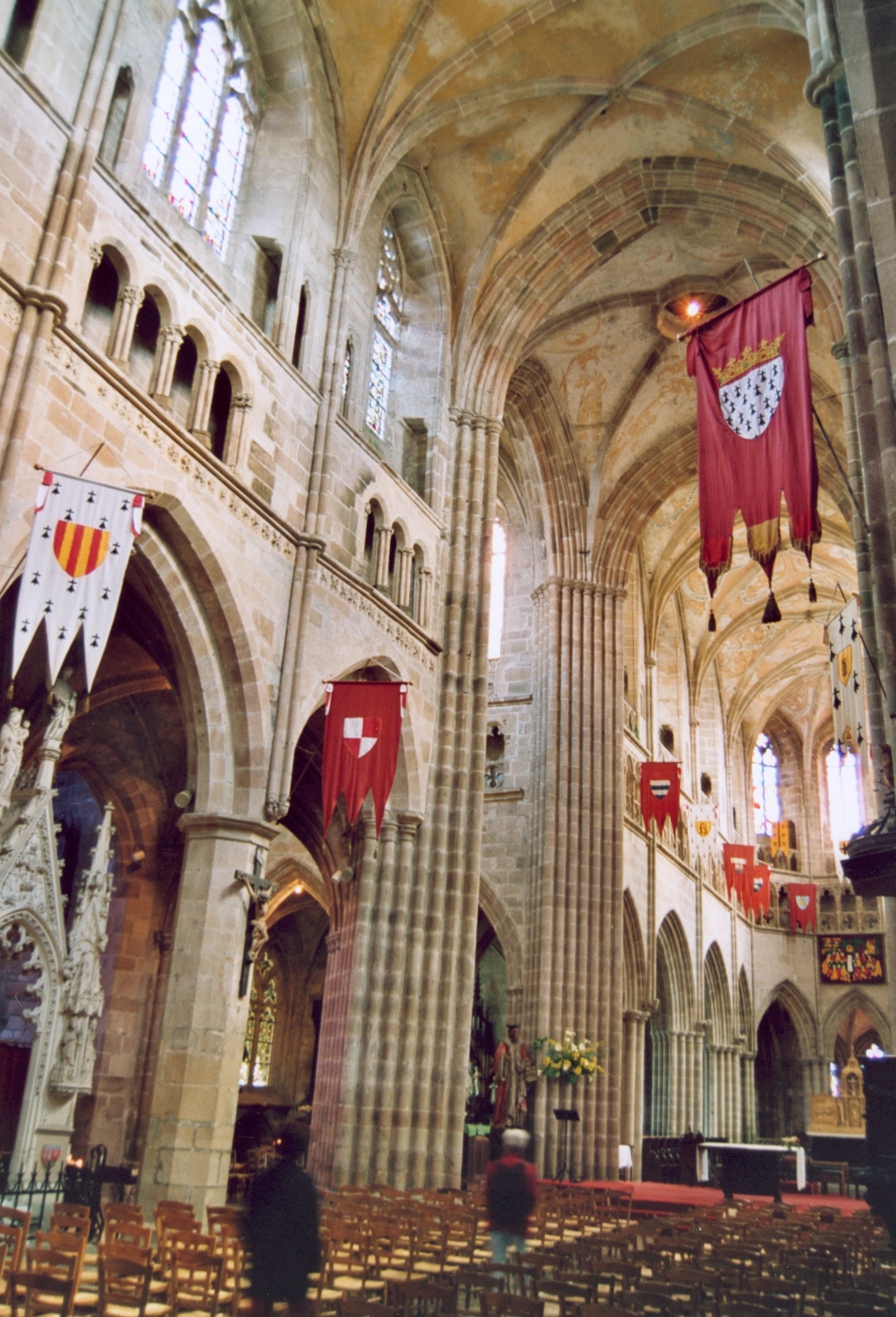
Representació de sant Iu al revers d'una taula de l'Anunciació, atribuïda a al taller Lieferinxe (c. 1500. París, Museu del Louvre)
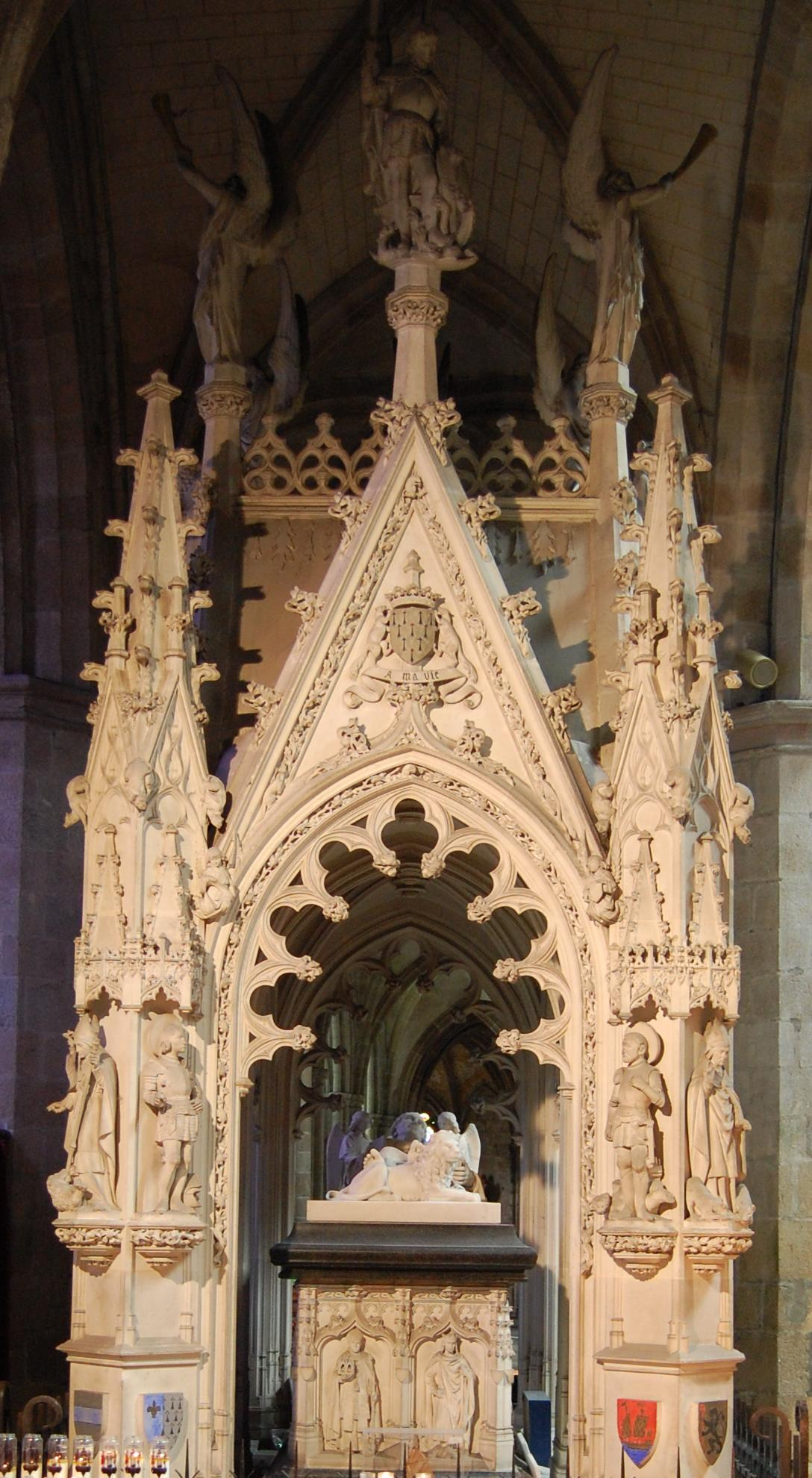
Sant Iu, patró dels advocats, pintura de Jacob Jordaens 1645 Brussel·les, Museus Reials de Belles Arts[2]   - Catedral de Tréguier; a l'esquerra, mausoleu de St. Iu
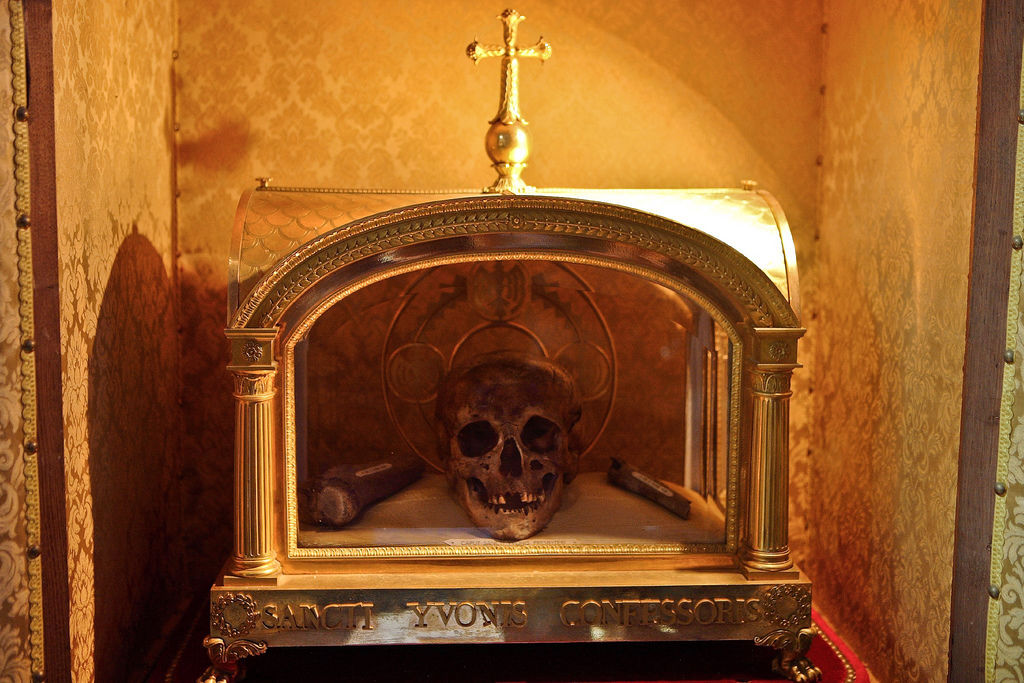
Reliquiari amb el crani, a la Catedral de Tréguier
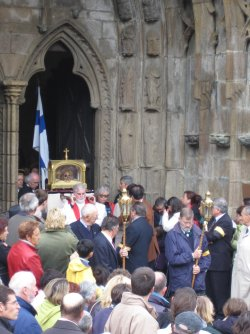
Processó amb les relíquies de sant Iu i sant Tugdual a Tréguier el 2005.
  - Mausoleu a la Catedral de Tréguier
  - Reliquiari amb el crani, a la Catedral de Tréguier
  - Processó amb les relíquies de sant Iu i sant Tugdual a Tréguier el 2005.